# Vasaten

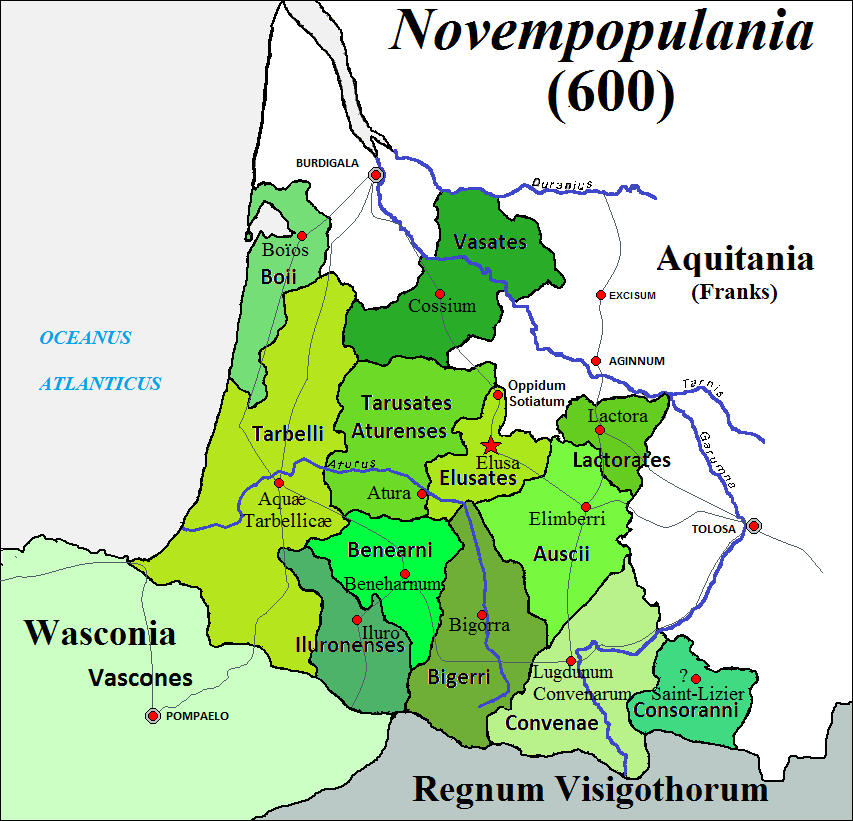
Stämme der Aquitaner

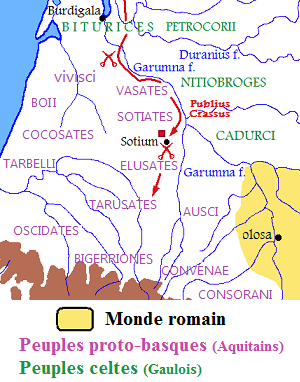
Feldzug in Aquitanien 56 v. Chr.

Die Vasaten (lateinisch Vasates, auch Vassei, bei Caesar Vocates) waren ein vermutlich keltischer Stamm, dessen Wohnsitz in der späteren römischen Provinz Gallia Aquitania lag. Die Stadt Bazas (civitas basatica, „Stadt der Vasaten“) und deren Umgebung, das Bazadais (gaskognisch Vasadés) im Südosten der Gironde, erinnern noch an den Stammesnamen. Der ursprüngliche Stadtname von Bazas, Cossium, könnte von den Cocosaten hergeleitet sein. Vasates stammt möglicherweise vom baskischen Wort *baso („Wald“) ab, aber auch ein Zusammenhang mit *uad („Furt“) ist möglich.
Allgemein wird von der Fachwelt angenommen, dass der bei Caesar erwähnte Stamm der Vocaten mit diesen Vasaten identisch ist, ebenso die Basabocates bei Plinius. Manche Autoren nennen die letzteren Basaboiates als ein Volk zwischen den Vasaten und den Boiern.
Im gallischen Krieg marschierte ein Unterfeldherr Caesars, der Legat Publius Licinius Crassus, im Jahr 56 v. Chr. in Aquitanien (der späteren römischen Provinz Novempopulana) ein. Nach einigen Siegen der Römer ergaben sich die meisten aquitanischen Stämme; namentlich genannt werden die Tarbeller, Bigerrionen, Ptianier, Vocaten, Tarusaten, Elusaten, Gater, Auscer, Garumner, Sibulaten und Cocosaten (De bello Gallico III 27). Ob die Namen, auch jener der Vasates, keltisch sind, kann nicht mit Sicherheit angegeben werden. Manche werden von einigen neuzeitlichen Autoren zu den Keltiberern gerechnet.